# Richard Shweder
Richard Allan Shweder (* 1945) ist ein US-amerikanischer Kulturanthropologe und Kulturpsychologe. Shweder ist bekannt für seine kritische Haltung gegenüber dem Ethnozentrismus.

## Akademischer Werdegang
Richard A. Shweder erhielt seinen Bachelor in Sozialanthropologie im Jahr 1966 von der University of Pittsburgh und wurde 1972 vom Department of Social Relations der Harvard University promoviert. Im Anschluss lehrte er ein Jahr an der University of Nairobi in Kenia und ist seither an der University of Chicago, derzeit als Professor im Department of Comparative Human Development und im Department of Psychology beschäftigt.
Seine ethnologische Feldforschung außerhalb der Vereinigten Staaten führte Shweder in der Tempelstadt Bhubaneswar im indischen Bundesstaat Orissa durch, wobei er sich insbesondere mit kulturellen Vorstellungen der Person, des Selbst, der Emotionen und des moralischen Urteils, Geschlechtsrollen, Krankheitserklärungen, kausalen Erklärungsansätzen für Krankheitsursachen beschäftigte. Diese Forschungen führten u. a. zu einer Kritik der universalistischen Theorie des moralischen Urteils von Lawrence Kohlberg, indem Shweder argumentierte, dass sich in diesen Urteilen mindestens drei verschiedene Ethiken spiegeln: die der Autonomie (autonomy), die der Gemeinschaft (community) und die der Heiligkeit (divinity).
Shweder hat eine große Anzahl an Aufsätzen zu umstrittenen Debatten in Feld der Cultural studies vorgelegt, bei denen es im Wesentlichen um die Frage der Anerkennung des Anderen und seiner kulturellen wie religiösen Praktiken geht. Dabei geht es Shweder um den Aufweis der Möglichkeiten aber auch Grenzen, was in westlichen Demokratien zulässig ist und was nicht. Dazu studiert er vor allem Normenkonflikte, die entstehen, wenn Migranten aus Afrika, Asien und Lateinamerika in die reichen Länder der nördlichen Hemisphäre kommen und ihre kulturellen wie religiösen Praktiken mitbringen und natürlich auch praktizieren, wie z. B. arrangierte Heiraten, Beschneidung bei Jungen wie Beschneidung bei Mädchen usw. Shweder vertritt dabei einen kulturellen Pluralismus, den er „universalism without uniformity“ nennt, eine Formel, die sich auf den „Anti Anti-Relativismus“ von Clifford Geertz beruft.
Mit diesem speziellen Forschungsgegenstand gilt er als ausgewiesener Experte in den Fragen von Kulturkonflikten. So leitet er die gemeinsame Arbeitsgruppe des Social Science Research Council und der Russell Sage Foundation „Ethnic Customs, Assimilation and American Law", die sich mit der Frage "Freiheit für kulturelle Praktiken: Wie frei sind sie wirklich? Und wie frei sollten sie sein?“ beschäftigen. Und erst kürzlich wurde er aus gleichem Grund in die neue Arbeitsgruppe „Indigene Psychologie“ der Division 32 der American Psychological Association (APA) aufgenommen.
Richard Shweder erhielt eine Reihe von Auszeichnungen und Preisen: Er war zweimal auf Forschungsstipendien am Center for Advanced Study in the Behavioral Sciences der Stanford University (1985–1986 and 1995–1996), sowie 1999 am Wissenschaftskolleg zu Berlin und später an der American Academy of Arts and Sciences. Shweder hielt je eine Hewlett Gastprofessuren am Research Institute for the Comparative Study of Race and Ethnicity der Stanford University (2003–2004) sowie an der Stanford University Hoover Institution (2005–2006). Gastprofessuren hatte er darüber hinaus an der Russell Sage Foundation (1990–1991), erhielt das John Simon Guggenheim Forschungsstipendium (1985–1986), wurde zum Carnegie scholar gewählt, (2002) und er erhielt den Socio-Psychological Prize der American Association for the Advancement of Science für seinen Artikel “Does the Concept of the Person Vary Cross-Culturally?” Während des akademischen Jahrs 2008–2009 war Shweder Mitglied der School of Social Science am Institute for Advanced Study in Princeton. Shweder war Präsident der American Society for Psychological Anthropology. 1997 wurde er in die American Academy of Arts and Sciences gewählt.

## Kulturpsychologie
Im Anschluss an Clifford Geertz’ Kulturdefinition als Symbolsystem versteht Shweder die Umwelt eines Menschen als intentionale Umwelt, die es ohne das Bedeutung generierende Symbolsystem (Sprache) in ihrer menschlichen Form nicht geben würde, als auch den Menschen selbst als intentionale Person, die eben nicht objektiv auf die Dinge ihrer Umwelt schaut, sondern diese individuell und affektiv erlebt. Auf diesem Postulat leitet sich der diese Disziplin prägende Relativismus ab, der jedoch kein radikaler Relativismus, wie ihn Richard Rorty vertritt, sein will, sondern ein Kulturrelativismus, der auf dem Prinzip universalism without uniformity. beruht und die Diversität kulturell menschlichen Zusammenlebens nicht als Variationen eines bestimmten genetischen Pools der Menschheit (biologisch-evolutionärer Universalismus) zu verstehen versucht. Dieser Kritik folgend setzt Kulturpsychologie auf ein anderes Verständnis des Verhältnisses von Psyche und Umwelt als Studium mentaler Repräsentationen, das ohne die Vorannahme ihrer präkulturellen Determination, universellen Gültigkeit und abstrakt-formalistischer Beschreibung auskommt. Sie richtet sich damit auch genuin gegen einen Eurozentrismus, der die westliche Psychologie zu einer Universalien erforschenden Disziplin erklärt hat. Kulturpsychologie ist laut Shweder die Erforschung dieser psycho-semantisch-sozio-kulturellen (psycho-semantic-socio-cultural) Realitäten, in denen Subjekt und Objekt nicht voneinander getrennt werden können, weil sie einander so stark durchdringen. Intentionale Umwelten seien dabei »künstliche Welten«, d. h. vom Menschen geschaffene, bevölkert mit menschlichen Produkten. Intentionale Welt bedeutet, dass nichts unabhängig von uns selbst bzw. unseren Interpretationen existiert. Das heißt: Eine soziokulturelle Umwelt ist eine intentionale Welt, weil sie real, tatsächlich und zwangvoll ist, aber nur so lange, wie eine Gemeinschaft von Personen existiert, deren Glauben, Wünsche, Emotionen, Absichten und andere mentale Repräsentationen auf sie gerichtet und durch sie beeinflusst werden. Das Prinzip intentionaler Welten beinhaltet die Vorstellung, dass Subjekt und Objekt, menschliche Wesen und soziokulturelle Umwelten, die Identität des jeweils Anderen dialektisch durchdringen (durch interpretative Werkzeuge) und deshalb nicht als unabhängige und abhängige Variablen erfasst werden können, wie es in der Allgemeinen und ihrer Erweiterung der Kulturvergleichenden Psychologie (Cross-Cultural Psychology) versucht wird. Ihre Identitäten sind einander durchdringend; voneinander abhängig. Keine der Seiten kann ohne die andere gedacht, interpretiert und gelebt werden. Das Prinzip der intentionalen Welten bedeutet auch, dass nichts ›an sich‹ real ist, sondern Realitäten, die Produkte der Art und Weise sind, in der Dinge in verschiedenen taxonomischen und/oder narrativen Kontexten repräsentiert, eingebettet und implementiert werden und somit Lebensrealität konstituieren.
Den zweiten Grundpfeiler einer Kulturpsychologie stellt für Shweder eine besondere Form der Vorstellung der Person dar. Sie verstehen die Person als semiotisches Subjekt bzw. als intentionale Person, für welche die historisch erworbene Bedeutung (meaning) einer Situation oder eines stimulierenden Ereignisses der Hauptgrund ist, darauf zu reagieren, und für welche verschiedene Situationen unterschiedliche Antworten hervorbringen, weil sie unterschiedliche lokale und rationale Antwortmöglichkeiten aktivieren – z. B. je nachdem welche soziale Stellung die Person innehat, welche moralischen Standards gelten etc. Um Bedeutungen als solche zu erkennen, bedient sich das semiotische Subjekt psychischer Werkzeuge (Texte oder Symbole). Diese psychischen Werkzeuge werden von Shweder zuerst als conceptual schemes bezeichnet, um später durch den adäquateren Begriff erfahrungsnahes Konzept von Clifford Geertz (1983) ersetzt zu werden. Diese erfahrungsnahen Konzepte stellen die vermittelnde Entität zwischen Kultur und Psyche, zwischen intentionaler Welt und intentionaler Person dar, denn eine Person ist immer in historische, politische, kulturelle, soziale und interpersonale Kontexte involviert und gewinnt aus diesen ihre Interpretationswerkzeuge.
Warum Shweder dieses anthropologische Programm als Kulturpsychologie bezeichnet hat, hat er 1999 in seinem Aufsatz „Why cultural psychology?“ ausgeführt. Er wollte die diversen Stigmata, die mit seiner Forschungstradition, der culture and personality studies verbunden waren, ablegen. Die mit den Namen Franz Boas, Ruth Benedict and Margaret Mead verbundene anthropologische Schule stand im Ruf nationale Charakterstudien zu betreiben und zu stark von der Psychoanalyse beeinflusst zu sein. Auch die grammatische Verbindung von culture AND personality fand er problematisch, da man beide als Variablen begreifen und die man einzeln betrachten kann. Trotz der unglücklich gewählten Bezeichnung zielt eine Kulturpsychologie, wie sie zuerst durch das Chicago Committee on Human Development, deren prominentester Vertreter Richard A. Shweders ist, formuliert wurde, vielmehr darauf ab, keine neue Wissenschaft zu kreieren als vielmehr verschiedene, einander ergänzende Disziplinen zu schaffen: besonders eine Anthropologie (wiedervereinigt mit der Linguistik), die geeignet ist, soziokulturelle Umwelten in ihrer ganzen Intentionalität und Besonderheit zu analysieren (Bedeutungen und Mittel), und eine Psychologie (wiedervereinigt mit der Philosophie), die geeignet ist, Personen in ihrer ganzen Intentionalität und Historizität zu untersuchen.

## Veröffentlichungen (in Auswahl)
- mit Robert A. Levine (Hrsg.): Culture Theory: Essays on Mind, Self and Emotion. Cambridge University Press, New York 1984.
- mit Donald W. Fiske (Hrsg.): Metatheory in Social Science: Pluralisms and Subjectivities. University of Chicago Press, Chicago 1986.
- mit George J. Stigler und Gilbert H. Herdt (Hrsg.): Cultural Psychology: Essays on comparative human development. Cambridge University Press, Cambridge 1990.
- Cultural Psychology – what is it? In: George J. Stigler, Richard A. Shweder, Gilbert H. Herdt (Hrsg.): Cultural Psychology: Essays on comparative human development. Cambridge University Press, Cambridge 1990, S. 1–46.
- mit Maria A. Sullivan: The Semiotic Subject of Cultural Psychology. In: Lawrence A. Pervin (Hrsg.): Handbook of Personality – Theory and Research. New York 1990, Guilford Press, S. 399–416.
- Thinking Through Cultures. Expeditions in Cultural Psychology. Harvard University Press, Harvard 1991.
- mit Maria A. Sullivan: Cultural Psychology: Who needs it? In: Annual Review of Psychology. Band 44, S. 497–523.
- mit Richard Jessor und Anne Colby (Hrsg.): Ethnography and Human Development: Context and Meaning in Social Inquiry. University of Chicago Press, Chicago 1996.
- Welcome to the Middle Age! (And other Cultural Fictions). University of Chicago Press, Chicago 1998.
- Why Cultural Psychology? In: Ethos. 1999, 27 (1), S. 62–73.
- mit Martha Minow und Hazel Markus (Hrsg.): Engaging Cultural Differences: The Multicultural Challenge in Liberal Democracies. Russell Sage Foundation Press, New York 2002.
- Why do Men Barbecue? Recipes for Cultural Psychology. Harvard University Press, Harvard 2002.
- mit Byron Good (Hrsg.): Clifford Geertz by his Colleagues. University of Chicago Press, Chicago 2005.
- als Hrsg.: The Child: An Encyclopedic Companion. University of Chicago Press, Chicago 2009.